# 火をみた女
『火をみた女』（ひをみたおんな）は、TBS系列で1975年2月20日から3月27日まで放送されたテレビドラマ。

## 概要
ある火山学者の謎の死を遂げ、それをきっかけに男女の愛憎劇が繰り広げられるサスペンスタッチのメロドラマ。
TBS系木曜夜9時枠はしばらく当時の関西準キー局ABC制作枠になっていたが、前番組『斬り抜ける』が視聴率低迷などで打ち切られた上にNET系列へのネットチェンジを控えていたことからTBSに枠が返上され現在に至っている。

## 原作
- 有馬頼義「火と風の論告」

## キャスト
- 八穂子：岩下志麻
- 早坂教授：三國連太郎
- 堂前：田村亮
- 生田：長塚京三
- 桃井かおり
- 馬淵晴子

## スタッフ
- 脚本：尾中洋一

| TBS系 木曜21時枠（ここからTBSの制作枠） | TBS系 木曜21時枠（ここからTBSの制作枠） | TBS系 木曜21時枠（ここからTBSの制作枠） |
| 前番組                                  | 番組名                                  | 次番組                                  |
| --------------------------------------- | --------------------------------------- | --------------------------------------- |
| 斬り抜ける （ここまでABC制作枠）        | 火をみた女                              | 白い華燭                                |